# 76-мм горная пушка образца 1938 года
76-мм горная пушка образца 1938 года (индекс ГАУ — 52-П-356) — советское горное артиллерийское орудие периода Великой Отечественной войны. Орудие было разработано в 1937—1938 годах под руководством Л. И. Горлицкого для вооружения горнострелковых частей Красной армии на основе 76-мм горной пушки C-5 фирмы «Шкода». Пушка была принята на вооружение, запущена в серийное производство и активно участвовала в Великой Отечественной войне.

## История

### Предпосылки

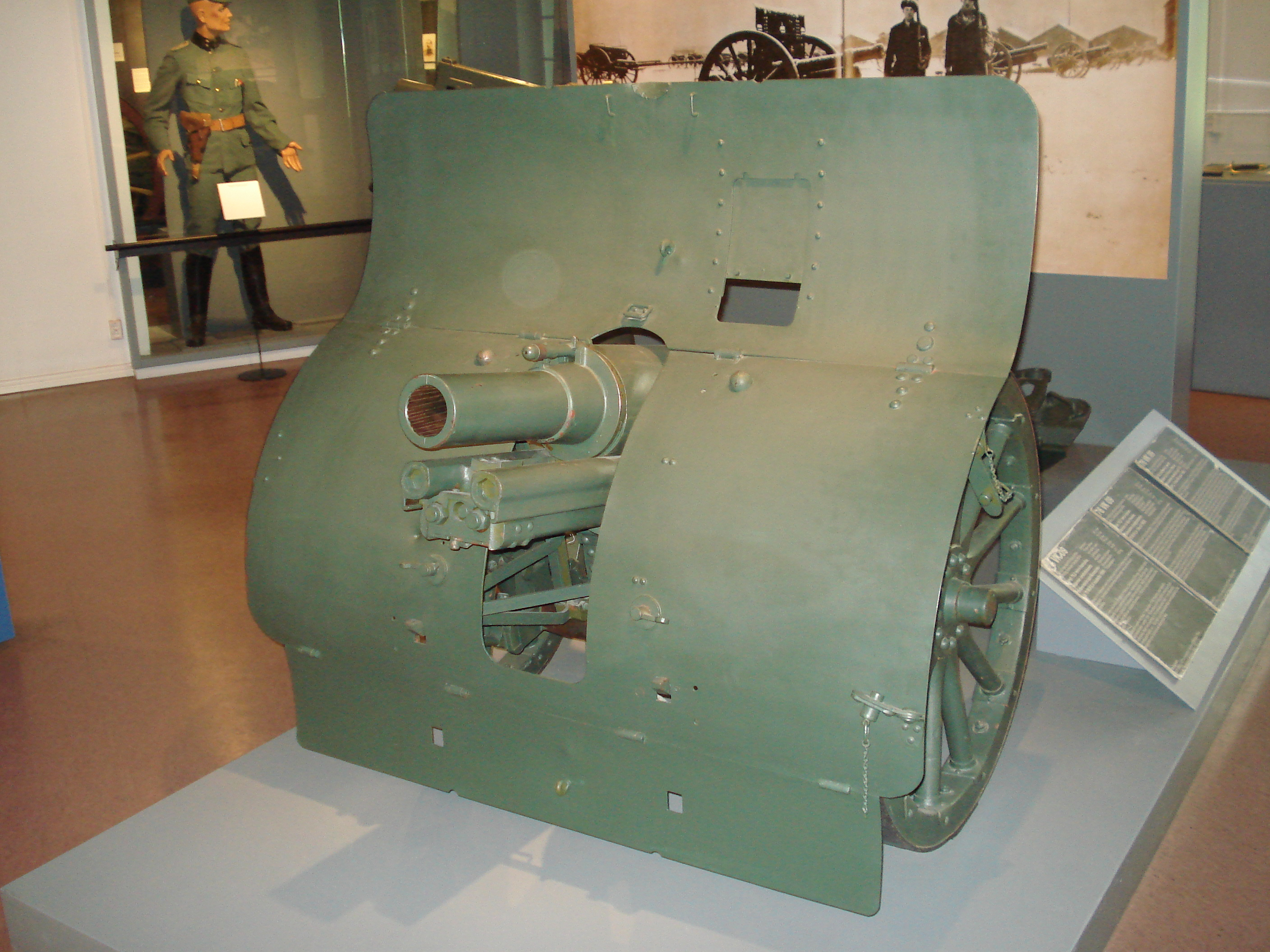
76-мм горная пушка обр. 1909 г.

К началу 1930-х годов стало очевидно, что имевшиеся на вооружении Красной армии 76-мм горные пушки образца 1909 года устарели и не отвечают современным требованиям. Главными недостатками этих орудий, доставшихся РККА в наследство от армии Российской империи, являлись малый угол вертикального наведения (28°) и использование в качестве боеприпасов унитарных патронов с постоянным зарядом и низкой (381 м/с) начальной скоростью. Учитывая специфику ведения боевых действий в горах, возможность ведения огня под большими углами возвышения при использовании различных зарядов является для горного орудия критически важной.
Советская артиллерийская конструкторская школа к началу-середине 1930-х годов ещё находилась на этапе становления и не в полной мере обладала необходимым опытом для проектирования артиллерийских орудий, отвечающих предъявляемым требованиям. В связи с этим советским руководством был взят курс на использование передового зарубежного опыта. В частности, осуществлялось широкое сотрудничество с Германией — в 1930 году был заключён договор с фирмой «Рейнметалл» о лицензионном производстве ряда артиллерийских систем, кроме того, в СССР работали немецкие конструкторы, с участием которых были созданы проекты нескольких орудий. Однако после прихода к власти в Германии нацистов контакты с немцами были свёрнуты. Другим направлением было сотрудничество с Чехословакией, с которой в 1935 году был заключён политический договор о взаимопомощи. Чехословацкая фирма «Шкода» обладала большим опытом создания артиллерийских систем, и её продукция вызвала интерес советского военного руководства.

### Пушка C-5
8 января 1936 года было издано постановление Совета Труда и Обороны, предусматривающее проведение испытаний горного орудия фирмы «Шкода» в СССР. Для испытаний, фирмой была представлена новейшая 75-мм горная пушка C-5 (также известная как M.36), перестволённая под традиционный для советской армии калибр 76,2 мм. В СССР пушка именовалась «горная пушка особой доставки» или Г-36. Полигонные испытания орудия проводились в Чехословакии и на Научно-исследовательском артиллерийском полигоне (НИАП), войсковые испытания — в Закавказье. Проанализировав конструкцию орудия и результаты испытаний, руководство Главного артиллерийского управления РККА (ГАУ) охарактеризовало систему как «лучший тип из известных пушек» в своём классе. Начальник вооружения и технического снабжения РККА И. А. Халепский заявил, что принятие на вооружение чехословацкого орудия позволит выиграть не менее 1—1,5 года в сроках начала серийного производства современных горных орудий. В итоге, было принято решение о закупке лицензии на производство орудия.
В ходе переговоров, фирмой «Шкода» было выставлено условие о закупке у неё 400 орудий и 400 тыс. выстрелов к ним за 22 млн долларов, что было сочтено советской стороной неприемлемым. В результате в 1937 году было достигнуто политическое соглашение: фирма «Шкода» передаёт СССР документацию и лицензию на изготовление орудия, а СССР взамен передаёт Чехословакии документацию и лицензию на производство бомбардировщика СБ. Обмен был произведён в том же году.

### Советские разработки
Одновременно с испытаниями и доработками чехословацкой пушки велись работы по созданию советских горных орудий. В 1935 году КБ завода № 8 под руководством В. Н. Сидоренко был закончен проект 76-мм батальонной горной гаубицы 35-К, а 9 мая 1936 года был сдан первый опытный образец. Данная артиллерийская система не являлась полным аналогом C-5, поскольку создавалась по отдельной программе батальонных орудий, и отличалась значительно более слабой баллистикой и меньшим весом. Орудие испытывалось с 1936 по 1938 год, принималось решение о его мелкосерийном производстве, но в итоге по ряду причин 35-К на вооружение так и не поступила.
В 1936 году в КБ завода № 92 под руководством В. Г. Грабина было начато проектирование 76-мм горной пушки Ф-31. Данное орудие было максимально унифицировано полковой пушкой Ф-24 , отличаясь возможностью разборки на вьюки. 13 октября 1938 года проект Ф-31 был представлен на рассмотрение ГАУ и после изучения отвергнут, как не имеющий особых преимуществ перед пушкой 7-2, которая в отличие от Ф-31 уже существовала в металле и прошла войсковые испытания.

### Доработка C-5

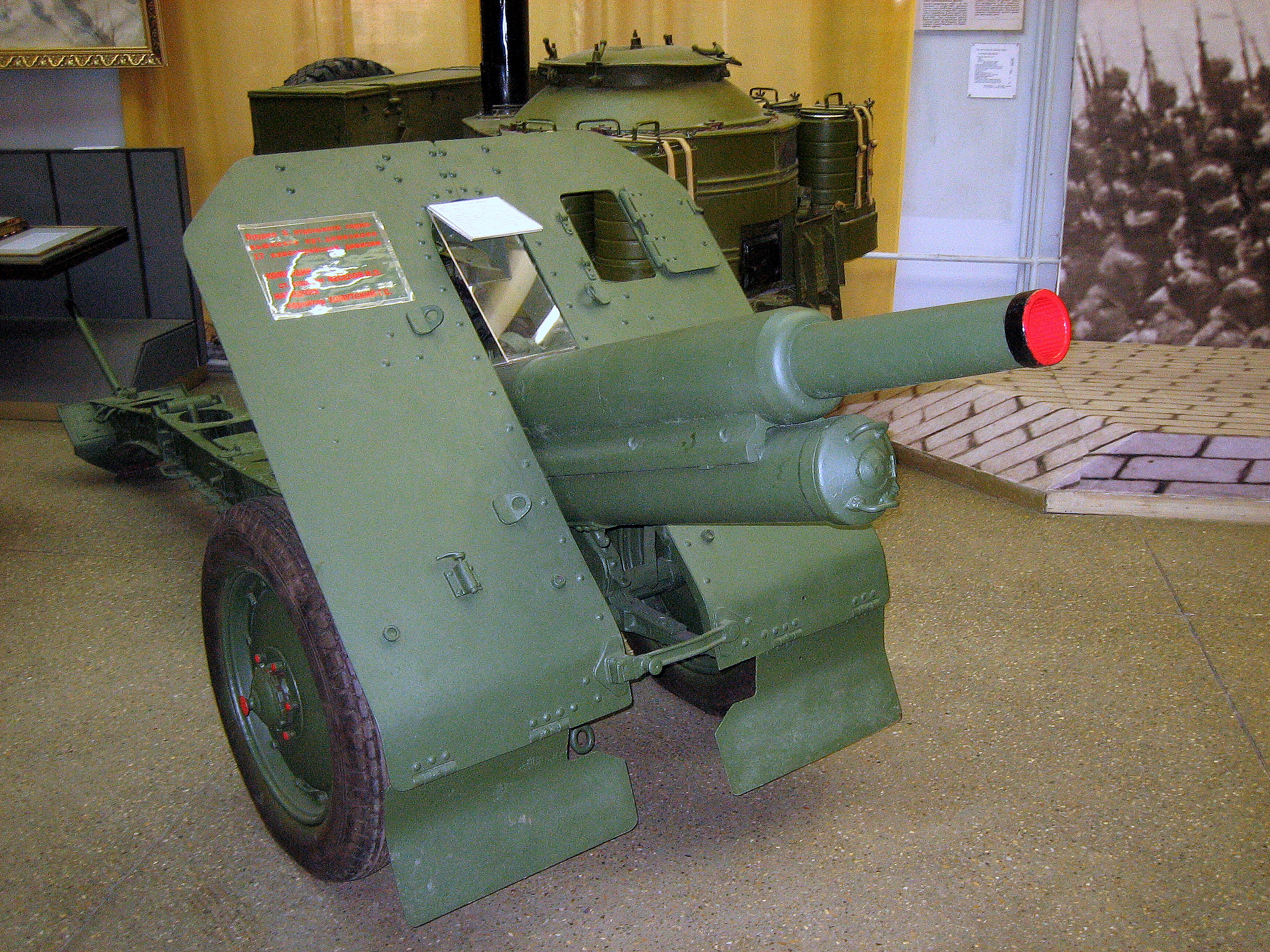
76-мм горная пушка обр. 1938 г., вид спереди-справа

Советским военным руководством было принято решение не принимать C-5 на вооружение в оригинальном виде, а произвести её доработку, как с целью повышения характеристик, так и для адаптации конструкции к возможностям советской промышленности. Работами по доработке орудия занималось конструкторское бюро ленинградского завода № 7 под руководством Л. И. Горлицкого. В 1937 году был создан первый вариант орудия, известный под заводским индексом 7-1. Однако данное орудие оказалось неудачным, вследствие чего работы по совершенствованию пушки были продолжены. По версии В. Г. Грабина, изложенной в его мемуарах, он и его конструкторское бюро участвовали в доработке орудия, фактически заново спроектировав пушку; однако ряд положений данной версии подвергаются критике как противоречащие фактам. Полигонные испытания новой версии орудия, получившей заводской индекс 7-2, были начаты в январе 1938 года, причём одновременно проводились сравнительные испытания C-5. По результатам испытаний была выявлена неудовлетворительная вьючка орудия, в связи с чем испытания были прекращены. Кроме того, были проведены стрельбы с целью подбора зарядов, в ходе которых была отмечена плохая работа полуавтоматики и противооткатных устройств, а также повышенное давление в стволе при стрельбе на полном заряде, что исключало применение стандартных 76-мм осколочно-фугасных снарядов ОФ-350. Было решено продолжить доработку орудия с целью ликвидации выявленных недостатков.
С 20 мая по 20 июня 1938 года пушка прошла повторные полигонные испытания, которые не выдержала вследствие плохой работы полуавтоматики и противооткатных устройств. Несмотря на это, пушка была отправлена на войсковые испытания, проходившие с 22 июня по 3 августа 1938 года. По результатам испытаний в конструкцию орудия в очередной раз были внесены изменения — в частности, вместо полуавтоматики была введена четвертьавтоматика, несколько изменена конструкция противооткатных устройств, укорочена лобовая часть лафета, увеличена толщина люльки. В таком виде пушка удовлетворила военное руководство, и 5 мая 1939 года орудие было принято на вооружение под официальным названием «76-мм горная пушка обр. 1938 г.». В 1941 году заводской индекс орудия был изменён на Е-2.

### Горная гаубица 7-6
На базе 7-2 КБ завода № 7 была спроектирована 107-мм горная гаубица, получившая заводской индекс 7-6. В 1939 году гаубица проходила полигонные испытания, по итогам которых была выявлена необходимость доработки орудия. Летом 1940 года проводились испытания гаубицы вьючкой, в ходе которых была выявлена непригодность люльки для вьючки. Кроме того, по итогам испытаний 7-2 в конструкцию 7-6 было решено внести ряд изменений, что отодвинуло срок войсковых испытаний орудия с августа 1940 года на 1941 год. Также не были отработаны боеприпасы для орудия. Гаубица планировалось к валовому производству в 1941 году и даже успело получить официальное наименование «107-мм гаубица обр. 1939 г.», однако в связи с началом войны все работы по ней были прекращены.

## Серийное производство

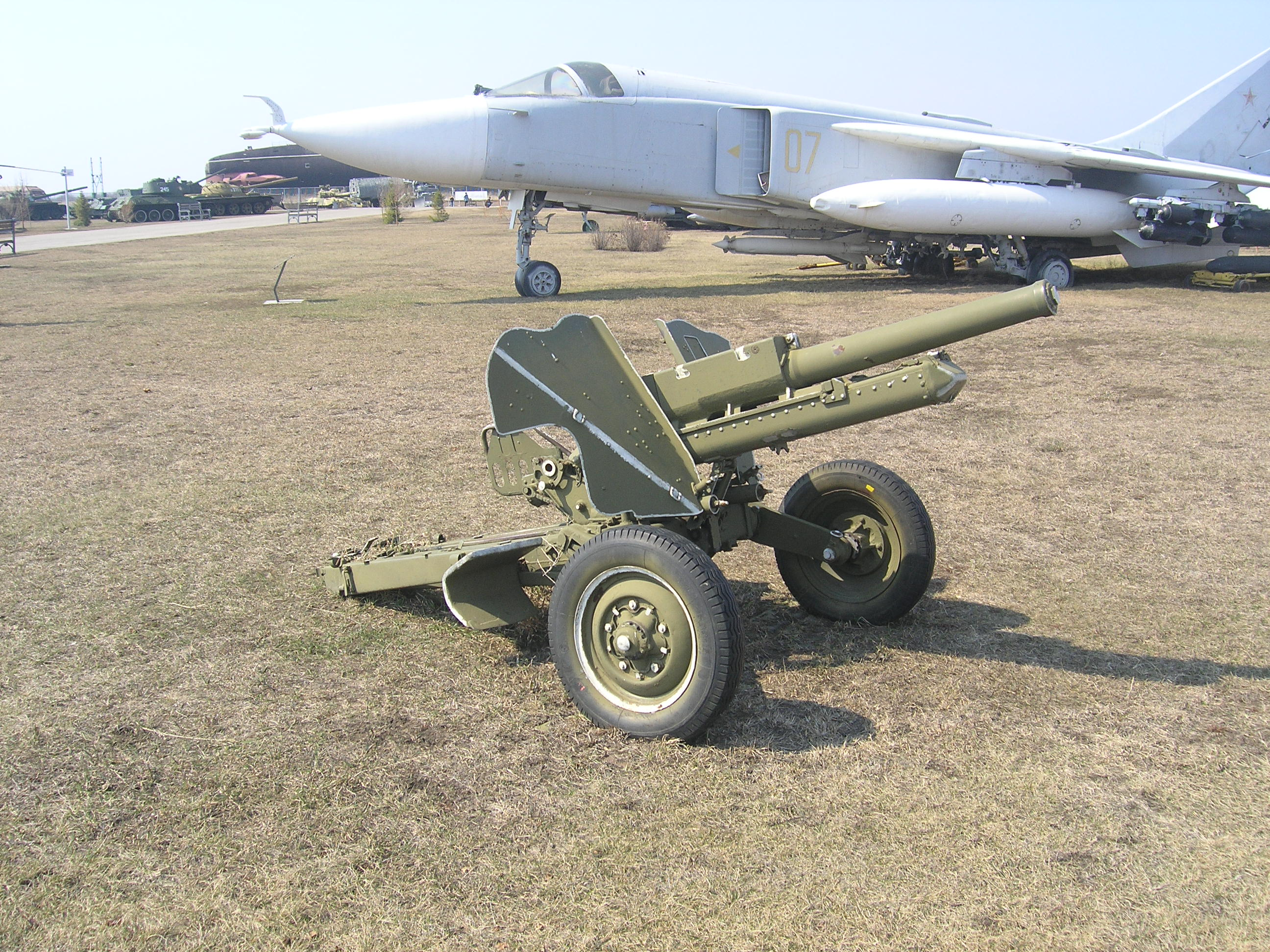
76-мм горная пушка ГП (2А2) в Техническом музее Тольятти

Орудие серийно выпускалось на заводе № 7 в Ленинграде. Первые 5 пушек было изготовлено в 1938 году. В 1939 году выпустили 364 орудия, в 1940 году — 497 пушек и в первом полугодии 1941 года — 106 пушек. В 1940 году стоимость одной горной пушки обр. 1938 г. составляла 80 000 рублей (для сравнения, 76-мм полковая пушка обр. 1927 г. стоила 35 000 рублей). Производство было прекращено в связи с покрытием мобилизационного запаса горных пушек по плану МП-41. Выпуск артсистемы не возобновлялся. С 1958 года выпускалась новая 76-мм горная пушка ГП (также известная под индексами 2А2 и М-99).

## Устройство
Орудие представляло собой горную артиллерийскую систему с однобрусным лафетом, клиновым затвором и металлическими дисковыми колёсами без подрессоривания. Официально система классифицировалась как пушка, однако наличие нескольких зарядов и максимального угла возвышения в 70° позволяет классифицировать орудие и как гаубицу. Конструктивно орудие разделяется на ствол и лафет, последний в свою очередь состоит из люльки с противооткатными устройствами, станка, хода лафета, щитового прикрытия, механизмов наведения, уравновешивающего механизма, прицельных приспособлений.

### Отличия от прототипа
Конструкция орудия основана на конструкции чехословацкой пушки C-5 (M.36). В то же время, советское орудие не являлось копией чехословацкого и имело значительное количество отличий от прототипа. Некоторые характеристики обоих орудий приведены в таблице.
| Характеристика                          | C-5                | обр. 1938 г.           |
| --------------------------------------- | ------------------ | ---------------------- |
| Длина ствола, клб                       | 19                 | 21,4                   |
| Угол ВН                                 | −9…+50°            | −8…+70°                |
| Угол ГН                                 | 6,5°               | 10°                    |
| Длина отката, нормальная/предельная, мм | 560/870            | 640/710                |
| Высота линии огня, мм                   | 805                | 760                    |
| Клиренс, мм                             | 250                | 320                    |
| Ширина шины, мм                         | 65                 | 155                    |
| Тип затвора                             | полуавтоматический | четвертьавтоматический |

### Ствол

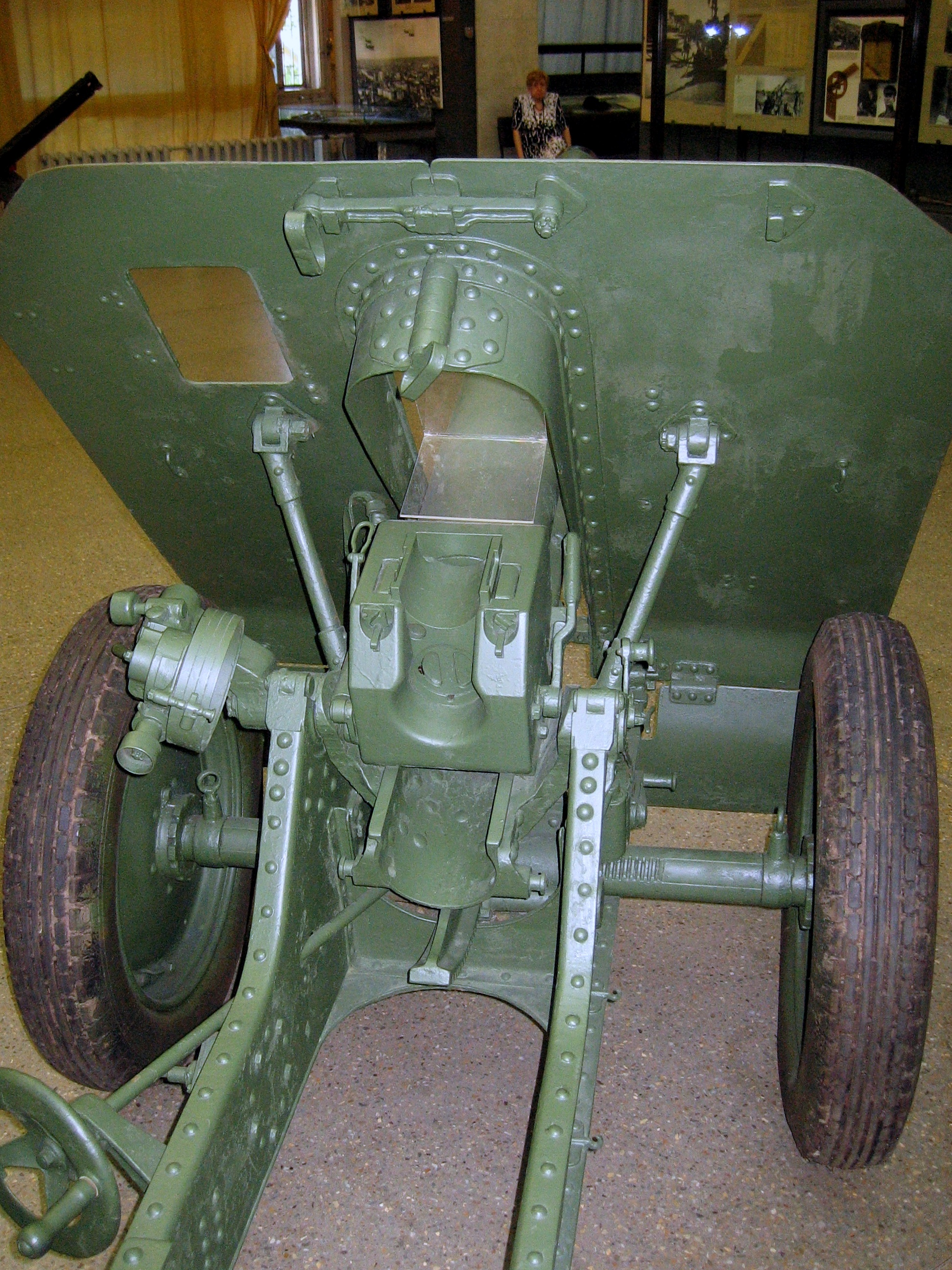
76-мм горная пушка обр. 1938 г., вид сзади

Ствол разборный, состоит из трубы, казённика и муфты. Казённик и муфта соединяются нарезными секторами. Нарезная часть ствола имеет 32 нареза постоянной крутизны, крутизна нарезов 25 калибров, глубина нарезов 0,75 мм, ширина нареза — 5,38 мм, ширина поля — 2,1 мм. Длина патронника — 312,9 мм, объём каморы — 1,035 дм³. Длина ствола — 21,4 калибра (1,63 м). Вес ствола с затвором — 245 кг.
Затвор вертикальный клиновой с 1/4 автоматики — открывание затвора производится вручную, а закрытие — автоматически. Выстрел производится путём оттягивания спускового шнура.

### Лафет
Противооткатные устройства смонтированы в люльке под стволом. Тормоз отката гидравлический, накатник пружинный. Пружины накатника расположены в два ряда вокруг цилиндра тормоза отката. При откате цилиндр тормоза отката откатывается вместе со стволом. Тормоз отката заполняется 2 л веретённого масла.
Станок орудия имел оригинальную конструкцию, состоящую из трёх частей — лобовой, средней и хоботовой, шарнирно соединённых друг с другом. При стрельбе на углах возвышения до +65° используется лафет, состоящий из всех трёх частей («длинный лафет»), а при необходимости стрельбы на углах возвышения от +65 до +70° средняя часть лафета снимается и хоботовая часть крепится непосредственно к лобовой, образуя так называемый «короткий лафет». На длинном лафете стрельба возможна при углах возвышения от −8 до +65°, на коротком лафете — от +25 до +70°. Хоботовая часть лафета заканчивается сошником. Для защиты расчёта от пуль, осколков и взрывной волны имеется щитовое прикрытие толщиной 3,5 мм.
Уравновешивающий механизм пружинный, состоит из двух колонок, расположенных внутри лобовой части лафета. Подъёмный механизм секторного типа, крепится к люльке. Поворотный механизм обеспечивает перемещение лобовой части лафета по боевой оси. Колёса дисковые, металлические с резиновыми шинами. Подрессоривание отсутствует. Прицельные приспособления состоят из прицела и панорамы, обеспечивают стрельбу как прямой наводкой, так и с закрытой огневой позиции.

### Транспортировка орудия
Пушка могла перемещаться конной тягой, механической тягой, а также в разобранном виде на конных вьюках. При перемещении конной тягой использовался передок весом около 665 кг (в загружённом состоянии), в котором перевозилось 33 патрона. Также имелся зарядный ящик, в котором перевозилось от 69 до 72 патронов. Для перемещения орудия с передком требовалась шестёрка лошадей, ещё одна шестёрка везла зарядный ящик. При использовании механической тяги пушка могла буксироваться как с передком, так и без него с максимальной скоростью 18 км/ч.
При необходимости, орудие могло перемещаться на конных вьюках, для чего разбиралось на 9 частей — труба ствола, казённик, муфта с уравновешивающим механизмом, люлька с прицелом, щитовое прикрытие с боевой осью, лобовая часть станка, средняя часть станка, хоботовая часть станка и колёса. Также на вьюки мог разбираться передок, зарядный ящик на вьюки не разбирался. Вьюки использовались вместе с верховно-вьючными сёдлами обр. 1909 г. системы Грум-Гржимайло и Сергеева со специальными приспособлениями. Общий вес вьюков вместе с сёдлами и приспособлениями для крепления составлял от 95,7 до 147,2 кг. Одна пушка с передком и боекомплектом размещалась на 23 лошадях, 4-орудийная батарея вьючилась на 92 лошади (для сравнения, батарея 76-мм горных пушек обр. 1909 г. вьючилась на 76 лошадей). Переход на вьюки производился при необходимости движения:
1. по узким тропам, не допускающим перехода орудия на колёсах;
2. по горным дорогам со скалистым, уступчатым полотном;
3. по крутым длинным подъёмам и спускам;
4. по плохим и каменистым участкам дорог;
5. по пескам, в лесах, при переходе через узкие, слабые мосты и вброд.

Допускалась транспортировка орудия в частично разобранном состоянии, когда снимался только ствол, а также, при необходимости, люлька.

### Перевод орудия из походного положения в боевое

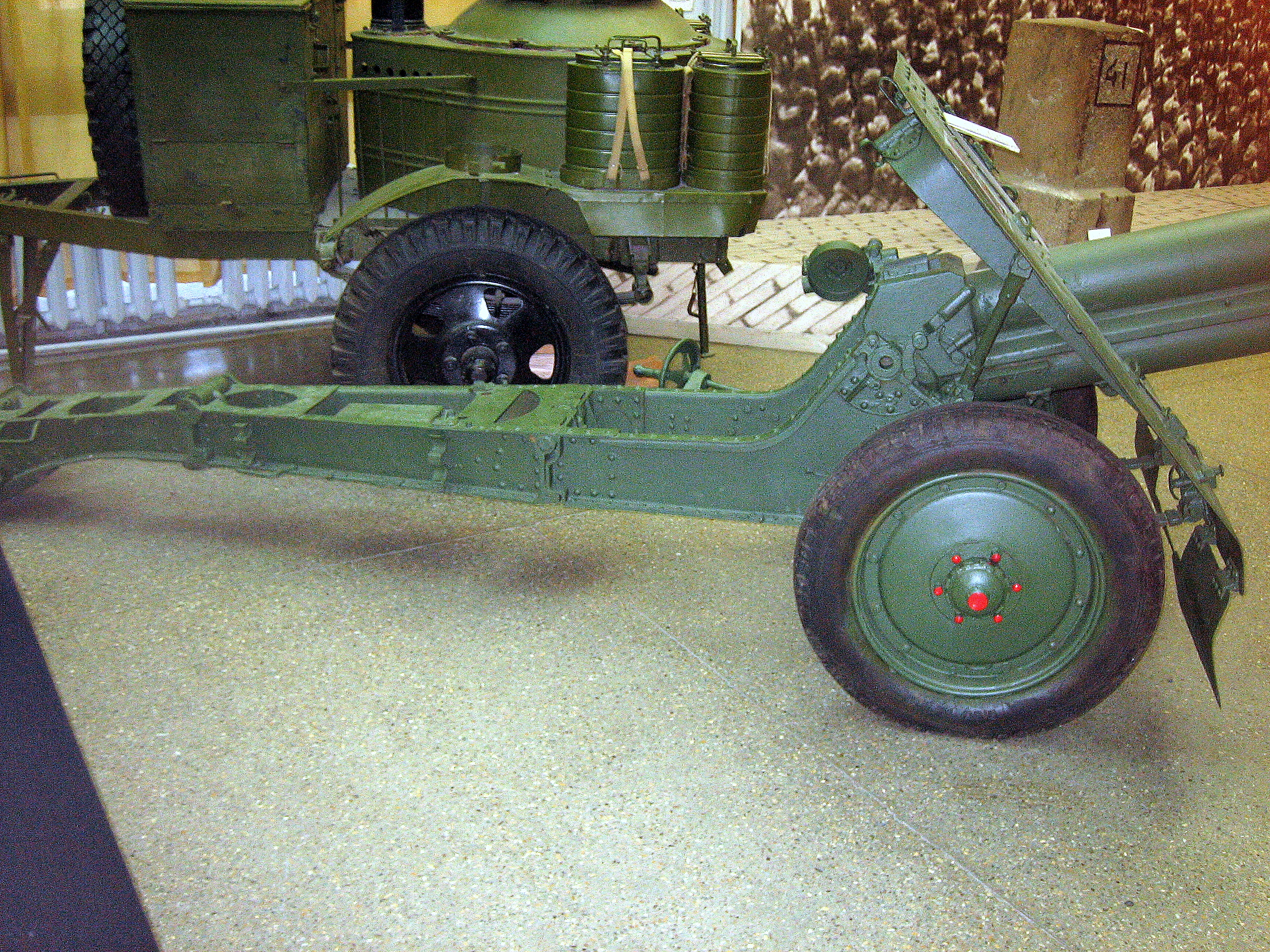
76-мм горная пушка обр. 1938 г., вид справа на лафет, колёсный ход и затвор

При переводе орудия из походного положения в боевое было необходимо:
1. освободить станок и качающуюся часть орудия от крепления по-походному;
2. снять походный тормоз, откинуть хоботовую часть станка и закрепить её со средней частью;
3. при необходимости ведения огня под углом более 65° — перейти на короткий лафет;
4. снять чехлы с дульной и казённой части, боевой оси и прицела;
5. откинуть нижние откидные щитки, при необходимости открыть дверцу щитового прикрытия;
6. снять со средней части станка прави́ло и закрепить его на хоботовой части;
7. вставить панораму в корзинку прицела и закрепить её;
8. перевести показатель отката в крайнее переднее положение;
9. выровнять землю под колёсами орудия с целью придания боевой оси горизонтального положения;
10. сделать в земле углубление под сошник и казённую часть ствола.

## Организационно-штатная структура
В горнострелковых дивизиях горные орудия выполняли функции как полковых, так и дивизионных орудий. В каждом горнострелковом полку (в дивизии 3-4 полка) в течение всей войны имелась четырёхорудийная батарея 76-мм горных пушек. На дивизионном уровне имелся горноартиллерийский полк, состоявший в 1939—1940 годах из трёх дивизионов 76-мм горных пушек и одного дивизиона 122-мм гаубиц; в каждом дивизионе три батареи по три орудия (всего 27 горных пушек). В 1941 году в горноартиллерийском полку стало два дивизиона с двумя батареями 76-мм горных пушек по четыре орудия в каждой и одной батарей из шести 107-мм миномётов (всего в дивизии 32 горные пушки). С 1944 года организационно-штатная структура горноартиллерийского полка снова изменилась, теперь он состоял из трёх дивизионов, в каждом две миномётные (по шесть 107-мм миномётов) и одна артиллерийская (четыре 76-мм горных пушки) батарея (всего 12 горных пушек). В горнострелковых бригадах в 1944—1945 годах имелся горноартиллерийский дивизион с двенадцатью 76-мм горными пушками.
В горнокавалерийских дивизиях в каждом из трех кавалерийских полков имелась артиллерийская батарея с двумя 45-мм ПТО и двумя 76-мм горными пушками, а в дивизии — один горноартиллерийский дивизион — восемь 76-мм горных пушек и шесть 107-мм миномётов.
Также горными орудиями (чаще всего обр. 1909 г.) могли комплектоваться обычные стрелковые дивизии, в которых они выполняли функции полковых орудий (по четыре орудия на полк).

## Служба и боевое применение

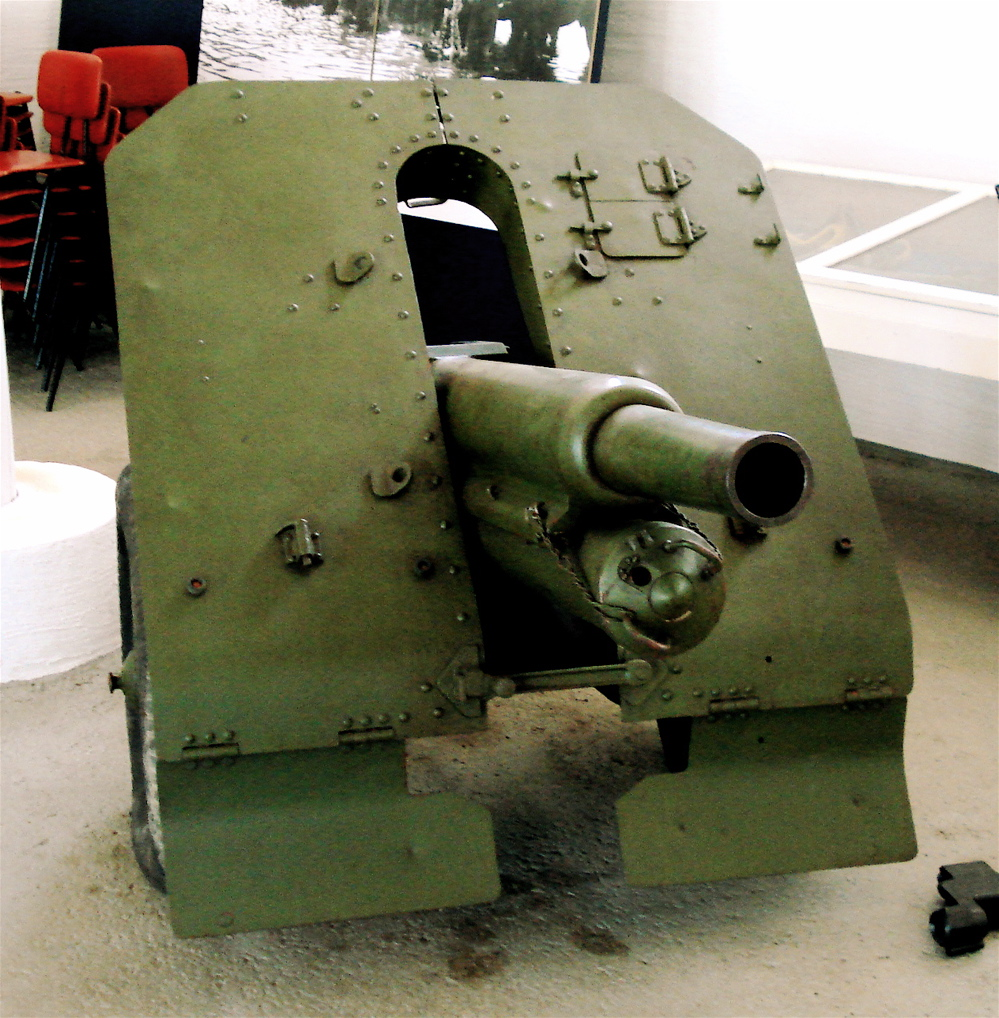
76-мм горная пушка обр. 1938 г. в артиллерийском музее в городе Хямеэнлинна, Финляндия

Орудие предназначалось для действий в горах и на сильнопересечённой, труднопроходимой местности. Допускалось использование пушки в качестве полкового орудия. В боевых условиях, пушка могла решать следующие задачи:
1. уничтожение живой силы и пехотных огневых средств противника;
2. подавление и уничтожение артиллерии противника;
3. борьба с мотомеханизированными средствами противника;
4. разрушение лёгких полевых укрытий;
5. разрушение проволочных заграждений.

Согласно воспоминаниям Л. И. Горлицкого, опытные образцы орудия прошли испытания в ходе гражданской войны в Испании. В ходе испытаний были выявлены отказы при стрельбе, что было сочтено вредительством, повлёкшим арест главного конструктора. Однако быстро выяснилось, что вредительством занимался один из рабочих, мстивший таким образом за репрессированных родственников, и обвинения с Горлицкого были сняты.
На 1 января 1941 года на балансе ГАУ состояло 858 орудий, из которых 78 требовало среднего ремонта и 2 капитального.
На 22 июня 1941 года за ГАУ числились 964 пушки обр. 1938 г. В западных военных округах состояло 234 пушки данного типа.

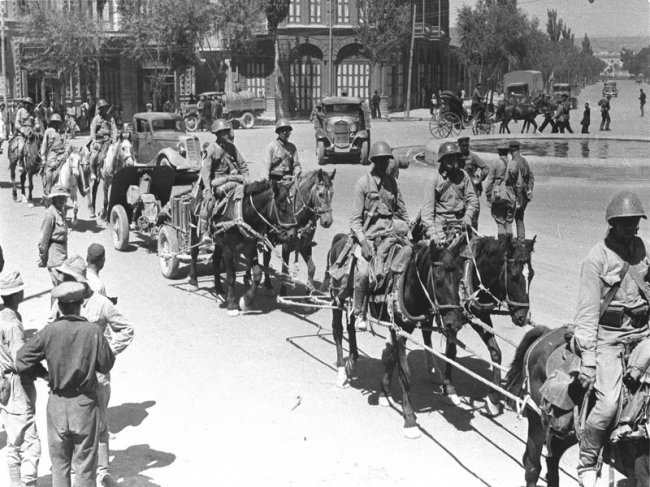
Горная пушка в походном положении во время Иранской операции, август 1941

76-мм горные пушки обр. 1938 г. активно использовались в период Великой Отечественной войны, причём не только в боях, проходивших в горной местности (в частности, орудие, экспонируемое в московском Центральном музее Вооружённых Сил, участвовало в битве за Москву).
Имеющиеся источники приводят расход боеприпасов для пушек образца 1938 года только в 1943 году — 175,5 тыс. шт. (для сравнения, 76-мм горные пушки образца 1909 года расстреляли в этом же году 100,83 тыс. снарядов). Для других военных лет известны только общие цифры расхода боеприпасов для всех 76-мм горных пушек (как образец 1938 года, так и образец 1909 года) — так, в 1942 году было израсходовано 654 тыс. снарядов, в 1944 году — 166,4 тыс., за 1945 год известен расход только снарядов пушек обр. 1909 г. — 125,5 тыс. шт.
Трофейные горные пушки образца 1938 года использовались Вермахтом под индексом 7,62 cm Geb.K.307(r). К марту 1944 года в войсках имелась 21 такая пушка, в том числе на восточном фронте — 5 орудий и на западном — 16. Вероятно, некоторое количество таких орудий имелось и в финской армии (во всяком случае, в экспозиции финского артиллерийского музея в городе Хямеэнлинна экспонируется 76-мм горная пушка обр. 1938 г. под индексом 76 VK 38).

## Боеприпасы и баллистика
76-мм пушка образца 1938 года использовала собственные, не взаимозаменяемые с другими орудиями выстрелы. Выстрелы комплектовались в унитарных патронах, причём некоторые гильзы имели съёмное дно, что позволяло вынимать лишние пучки пороха и стрелять уменьшёнными зарядами. Гильза латунная, весом 1,4 кг.
Переменный заряд Ж-356 использовался для стрельбы осколочно-фугасными, зажигательными и дымовыми снарядами, комплектовался в гильзах со съёмным дном. Состоял из составного пакета, прикреплённого ко дну гильзы лаком, и двух вынимающихся пучков — верхнего и среднего. Составной пакет включал в себя воспламенитель из дымного ружейного пороха, пучок из пороха марки 4/1 массой 120 г и пучок из пороха марки 7/7 массой 80 г. Средний пучок комплектовался порохом марки 7/7 массой 135 г, верхний пучок — тем же порохом массой 285 г. При стрельбе полным зарядом пучки из гильзы не вынимались, при этом начальная скорость осколочно-фугасного снаряда составляла 500 м/с, при стрельбе первым зарядом вынимался верхний пучок, начальная скорость составляла 330 м/с, а при стрельбе третьим зарядом вынимались верхний и средний пучок, начальная скорость составляла 260 м/с. Для данных типов снарядов использовался также постоянный заряд Ж-356В, состоявший из 642 г пороха марки 7/7, насыпанного в гильзу. Для стрельбы бронебойными снарядами и шрапнелью использовался постоянный заряд Ж-356Б из 650 г пороха марки 7/7. Кумулятивным снарядом стреляли с использованием специального заряда Ж-356БПМ массой 125 г из пороха марки WM 017/32 или 017/16.
Орудие использовало штатные 76-мм снаряды дивизионных орудий, однако их ассортимент по сравнению с боекомплектами полковых и дивизионных пушек был меньше — выстрелы горных пушек не комплектовались подкалиберными снарядами, старыми фугасными гранатами, картечью, а также некоторыми разновидностями шрапнелей и зажигательных снарядов. Была запрещена также стрельба кумулятивными снарядами БП-353А и снарядами, имеющими взрыватели КТМ-1 и КТМ-2, изготовленные до 1938 года.
Наиболее часто использовался стальной осколочно-фугасный снаряд ОФ-350 и его вариант с корпусом из сталистого чугуна ОФ-350А. В годы войны использовались также осколочные снаряды О-350А. Снаряд ОФ-350 при установке взрывателя на осколочное действие при разрыве создавал 600—800 убойных осколков (массой свыше 1 г), создающих площадь сплошного поражения размером 8×5 м (поражается 90 % целей) и действительного поражения — размером 30×15 м (поражается 50 % целей). При установке взрывателя на замедленное действие создавалась воронка глубиной 30—50 см и диаметром 70—100 см.
Шрапнели имелись двух разновидностей, отличавшихся главным образом типом использованной дистанционной трубки. Шрапнель Ш-354 содержали 260 круглых пуль диаметром 12,7 мм и массой 10,7 г каждая. Размер зоны действительного поражения шрапнелью составлял по фронту 20 м, а в глубину, в зависимости от дистанции и высоты разрыва, от 260 до 300 м. Зажигательные снаряды были представлены одним типом — З-350 с термитными сегментами, уложенными в три ряда по три сегмента. При разрыве снаряда сегменты воспламенялись и разлетались в радиусе 8 м, развивая при горении температуру до 2500 °C. Осколочно-химические снаряды ОХ-350 снаряжались тротилом и отравляющими веществами типа Р-12 или Р-15. В таблицы стрельбы осколочно-химические снаряды не включались; чтобы иметь возможность их использования, форма и масса данных снарядов были идентичны осколочно-фугасным гранатам ОФ-350.
Бронебойные снаряды имелись трёх разновидностей, в 1941—1942 годах применялись снаряды БР-350А, позднее БР-350Б и БР-350СП. В связи с относительно невысокой начальной скоростью бронебойные снаряды были эффективны лишь при стрельбе по лёгким и средним танкам, причём последние поражались преимущественно при стрельбе в борт или корму. Кумулятивные снаряды БП-350М, имевшие пробиваемость до 100 мм на всех дистанциях, появились в боекомплекте с 1944 года.
| Тип | Индекс ГАУ                     | Масса снаряда со взрывателем, кг | Масса ВВ, г                           | Начальная скорость, м/с        | Дальность табличная, м         |
| Калиберные бронебойные снаряды                                                                                      | Калиберные бронебойные снаряды | Калиберные бронебойные снаряды   | Калиберные бронебойные снаряды        | Калиберные бронебойные снаряды | Калиберные бронебойные снаряды |
| --- | ------------------------------ | -------------------------------- | ------------------------------------- | ------------------------------ | ------------------------------ |
| Тупоголовый с баллистическим наконечником трассирующий со взрывателем МД-5                                          | УБР-356А                       | 6,3                              | 155                                   | 510                            | 3000                           |
| Тупоголовый с локализаторами и баллистическим наконечником трассирующий со взрывателем МД-5 (в войсках с 1943 года) | УБР-356Б                       | 6,5                              | 119                                   | 505                            | 3000                           |
| Тупоголовый с баллистическим наконечником сплошной трассирующий (в войсках с 1943 года)                             | УБР-356СП                      | 6,5                              | нет                                   | 505                            | 3000                           |
| Кумулятивные снаряды                                                                                                |                                |                                  |                                       |                                |                                |
| Сталистого чугуна вращающийся со взрывателями БМ или К-6 (в войсках с конца 1944 года)                              | УБП-356М                       | 3,94                             | 490                                   | 280                            | 1000                           |
| Осколочно-фугасные и осколочные снаряды                                                                             |                                |                                  |                                       |                                |                                |
| Осколочно-фугасная стальная дальнобойная граната со взрывателем КТМ-1                                               | УОФ-356                        | 6,2                              | 710                                   | 500                            | 10 720                         |
| Сталистого чугуна осколочная дальнобойная граната со взрывателем КТМ-1                                              | УОФ-356А                       | 6,21                             | 540                                   | 500                            | 10 720                         |
| Сталистого чугуна осколочная дальнобойная граната со взрывателем КТМ-1                                              | УО-356А                        | 6,21                             | 540                                   | 500                            | 10 720                         |
| Шрапнель |                                |                                  |                                       |                                |                                |
| Шрапнель пулевая с трубкой 22 с                                                                                     | УШ-356                         | 6,5                              | 85 (масса вышибного заряда), 260 пуль | 502                            | 5600                           |
| Шрапнель пулевая с трубкой Т-6                                                                                      | УШ-356Т                        | 6,66                             | 85 (масса вышибного заряда), 260 пуль | 497                            | 8400                           |
| Дымовые снаряды |                                |                                  |                                       |                                |                                |
| Дымовой стальной со взрывателем КТМ-2                                                                               | УД-356                         | 6,45                             | 80 тротил + 505 жёлтый фосфор         | 494                            | 10 720                         |
| Дымовой сталистого чугуна со взрывателем КТМ-1                                                                      | УД-356А                        | 6,45                             | 66 тротил + 380 жёлтый фосфор         | 494                            | 10 720                         |
| Зажигательные снаряды                                                                                               |                                |                                  |                                       |                                |                                |
| Зажигательный дальнобойный стальной с трубкой Т-6                                                                   | УЗ-356                         | 6,24                             | 240 (вышибной заряд)                  | 499                            | 8400                           |
| Осколочно-химические снаряды                                                                                        |                                |                                  |                                       |                                |                                |
| Осколочно-химический снаряд со взрывателем КТМ-1                                                                    | УОХ-356                        | 6,25                             | ?                                     | ?                              | ?                              |

Таблица бронепробиваемости для 76-мм горной пушки обр. 1938 г. (тупоголовый калиберный бронебойный снаряд БР-350А, при угле встречи 60°):
| Дальность, м | Толщина, мм |
| ------------ | ----------- |
| 50           | 44          |
| 250          | 42          |
| 500          | 39          |
| 1000         | 34          |
| 1500         | 30          |
| 2000         | 27          |
| 2500         | 24          |
| 3000         | 23          |

Приведённые данные относятся к советской методике измерения пробивной способности (формула Жакоб де-Марра для цементированной брони с коэффициентом K = 2400). Следует помнить, что показатели бронепробиваемости могут заметно различаться при использовании различных партий снарядов и различной по технологии изготовления брони.

## Оценка проекта
Конструктивно 76-мм горная пушка образца 1938 года сочетала в себе как прогрессивные для своего времени, так и консервативные элементы. К первым относятся хорошая баллистика, клиновой затвор, значительный угол возвышения и возможность стрельбы на разных зарядах, реализованная в виде гильзы со съёмным дном. Ко вторым — использование однобрусного лафета без подрессоривания, что сильно ограничивало угол горизонтального наведения и максимальную скорость возки орудия. В то же время, для горного орудия данные недостатки не столь критичны — в условиях боёв в горной местности потребность в значительном изменении направления ведения огня возникает не столь часто, а относительно небольшая масса орудия позволяла достаточно быстро менять угол горизонтального наведения силами расчёта; условия же горных дорог зачастую не способствуют быстрой возке орудий.
Сравнительные характеристики советских горных орудий приведены в таблице. Также, поскольку горные орудия могли использоваться в качестве полковых, приведены характеристики советских орудий и этого типа.
| Характеристика                                      | 76-мм горная пушка обр. 1938 г. | 76-мм горная пушка обр. 1909 г. | 76-мм полковая пушка обр. 1927 г. | 76-мм полковая пушка обр. 1943 г. |
| --------------------------------------------------- | ------------------------------- | ------------------------------- | --------------------------------- | --------------------------------- |
| Калибр, мм/длина ствола, клб                        | 76,2/21,4                       | 76,2/16,5                       | 76,2/16,5                         | 76,2/19,4                         |
| Масса в боевом положении, кг                        | 785                             | 627                             | 740—920                           | 600                               |
| Угол ВН, °                                          | 70                              | 28                              | 24,5                              | 25                                |
| Угол ГН, °                                          | 10                              | 4,5                             | 4,5                               | 60                                |
| Начальная скорость осколочно-фугасного снаряда, м/с | 500                             | 381                             | 387                               | 262                               |
| Максимальная дальность стрельбы, м                  | 10 720                          | 7500                            | 7200                              | 4200                              |
| Количество зарядов для осколочно-фугасного снаряда  | 3                               | 1                               | 1                                 | 1                                 |

Из приведённых данных видно, что горная пушка образца 1938 года значительно превосходит как горную пушку образца 1909 года, так и полковые орудия в максимальном угле вертикального наведения, начальной скорости и максимальной дальности стрельбы. «Платой» за данные высокие характеристики является возросшая более чем на 150 кг по сравнению с пушкой образца 1909 года масса орудия. Угол горизонтального наведения больше, чем у пушек образца 1909 и 1927 годов, но сильно уступает пушке образца 1943 года, имеющей лафет с раздвижными станинами.
За рубежом после окончания Первой мировой войны совершенствование горных орудий калибра 75-мм продолжилось во всех странах, обладающих собственными развитыми конструкторскими школами в области артиллерийского вооружения; исключение составляла Великобритания, продолжавшая использовать орудия периода Первой мировой войны.
| Характеристика                        | обр. 1938 г.                              | le.GebIG.18         | Geb.G.36            | Obice da 75/18                 | M1 (на лафете M8)         | Bofors M.1934 | Mle.28  | Skoda M.39   | Тип 94           |
| ------------------------------------- | ----------------------------------------- | ------------------- | ------------------- | ------------------------------ | ------------------------- | ------------- | ------- | ------------ | ---------------- |
| Страна                                | Союз Советских Социалистических Республик | Нацистская Германия | Нацистская Германия | Королевство Италия (1861—1946) | Соединённые Штаты Америки | Швеция        | Франция | Чехословакия | Японская империя |
| Калибр, мм/длина ствола, клб          | 76,2/21,4                                 | 75/11,8             | 75/19,3             | 75/18                          | 75/18,4                   | 75/24         | 75/18,6 | 75/21        | 75/20,8          |
| Масса в боевом положении, кг          | 785                                       | 440                 | 715                 | 1050                           | 653                       | 928           | 659     | 820          | 544              |
| Максимальный угол ВН, °               | 70                                        | 75                  | 70                  | 45                             | 45                        | 56            | 40      | 70           | 45               |
| Максимальный угол ГН, °               | 10                                        | 35                  | 40                  | 50                             | 6                         | 7,5           | 10      | 7            | 40               |
| Масса осколочно-фугасного снаряда, кг | 6,2                                       | 6,0                 | 5,7                 | 6,4                            | 6,6                       | 6,6           | 6,5     | 6,3          | 6,0              |
| Начальная скорость снаряда, м/с       | 500                                       | 216                 | 475                 | 425                            | 381                       | 455           | 450     | 480          | 355              |
| Максимальная дальность стрельбы       | 10 720                                    | 3500                | 9250                | 9564                           | 8790                      | 9300          | 9600    | 10 200       | 8000             |

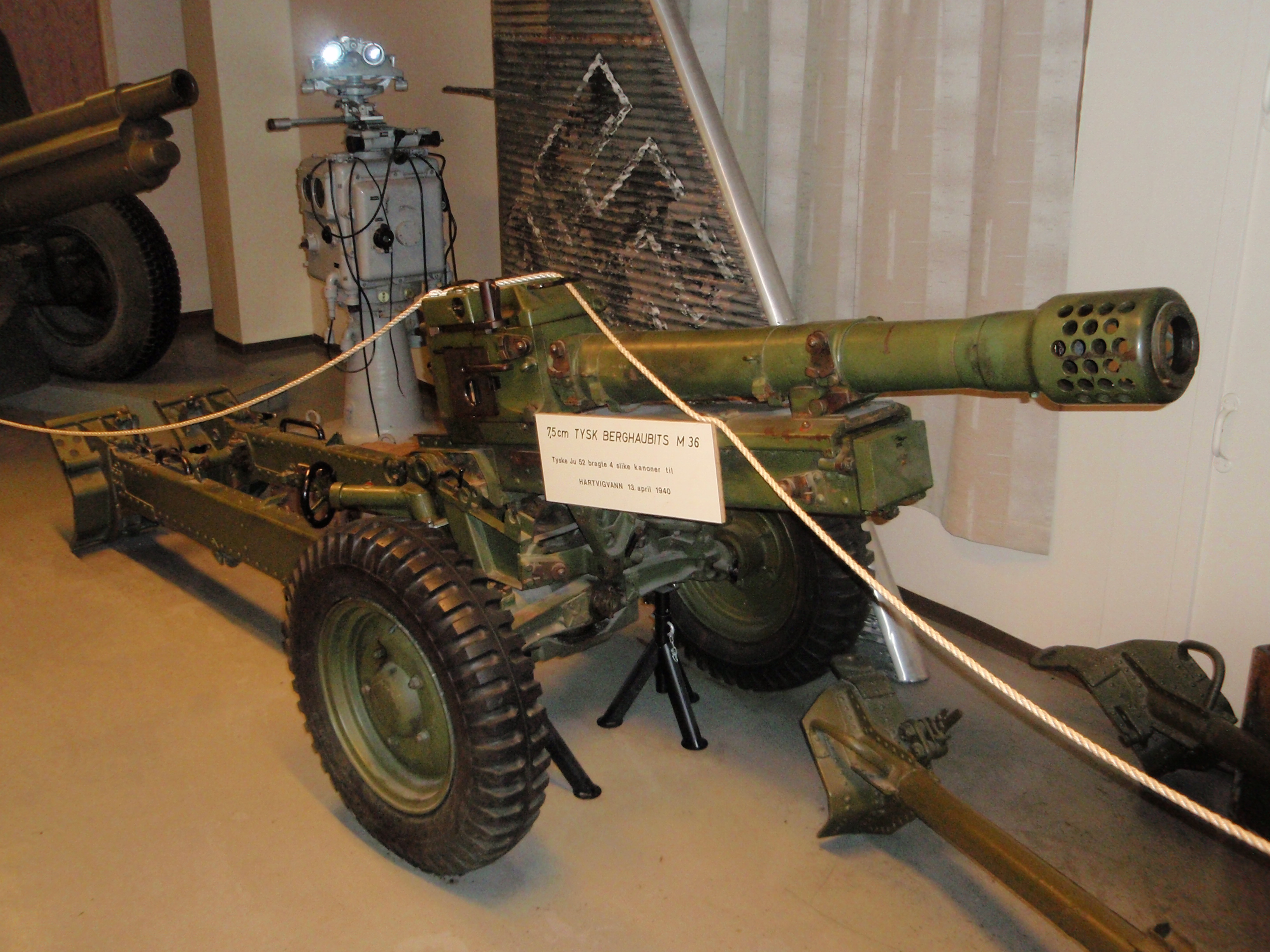
75-мм горная пушка Geb.G.36

В Германии долгое время использовались 75-мм горные пушки обр. 15 системы Шкода и обр. 14 системы Круппа. Данные орудия имели слабую баллистику, малые углы ВН и ГН и к концу 1930-х годов устарели. В качестве временной меры, с 1937 года выпускался горный вариант лёгкого пехотного орудия le.I.G.18 под индексом le.GebIG.18, отличавшийся от оригинала наличием лафета с раздвижными станинами и возможностью разборки на 9 частей. Орудие было очень лёгким, могло транспортироваться не только на конских, но и на людских вьюках, имело хорошие углы ВН и ГН, однако его баллистика была очень слабой — максимальная дальность стрельбы уступала таковой пушке образца 1938 года в три раза. Орудия le.GebIG.18 были выпущены ограниченной серией и выполняли функции батальонных орудий. С 1940 года в войска стало поступать новое орудие Geb.G.36. Эта артиллерийская система при несколько более слабой по сравнению с советской пушкой баллистике (меньшая на 1,5 км дальность стрельбы более лёгким снарядом) была на 70 кг легче и имела значительно больший угол ГН за счёт использования лафета с раздвижными станинами; кроме того, немецкое орудие имело демаскирующий орудийную позицию при стрельбе дульный тормоз и не имело защищающего расчёт щита. Также в Германии фирмой «Бёлер» велось проектирование нового орудия Geb.G.43, с той же баллистикой, как и у Geb.G.36, но более лёгкого; однако до конца войны данное орудие так и не удалось запустить в серийное производство.
В Италии к середине 1930-х годов была разработана горная гаубица Obice da 75/18. Данное орудие, имея лафет с раздвижными станинами, при несколько более слабой баллистике превосходило пушку образца 1938 года в угле ГН, но существенно уступало в угле ВН и было почти на 300 кг тяжелее, приближаясь по массе к классическим дивизионным орудиям, функции которых она фактически и выполняла. Американская армия в 1927 году приняла на вооружение горную гаубицу M1 (в послевоенные годы получившую индекс M116). По сравнению с советским орудием, американское было на 120 кг легче, но не имело щита, уступало по углам ВН и ГН, а также имело более слабую баллистику. С 1941 года выпускался вариант M1 на новом лафете M3A3 с раздвижными станинами, однако в таком варианте орудие не могло разбираться на вьюки и официально классифицировалось как полевая гаубица.
В Швеции фирмой «Бофорс» в середине 1930-х годов было создано горное орудие 75 mm Model 1934. Данное орудие, как и советское, размещалось на однобрусном лафете, уступая пушке образца 1938 года по всем показателям. Во Франции с конца 1920-х годов использовалась горная пушка Mle.28, на 120 кг более лёгкая чем советская и имевшая одинаковый с ней угол ГН, но уступавшая по другим показателям — в значительной степени по углу ВН, в меньшей степени по баллистике. В Чехословакии работы по созданию горных пушек после C-5 были продолжены, в итоге уже под контролем нацистов фирмой «Шкода» была доведена до серийного производства пушка M.39, экспортировавшаяся в Румынию и Иран. Данное орудие было близко по своим характеристика к пушке образца 1938 года, немного уступая ей в массе орудия, угле ГН и максимальной дальности стрельбы. В Японии с 1935 года состояла на вооружении горная пушка «Тип 94», на 240 кг более лёгкая по сравнению с советским орудием и имевшая больший угол ГН за счёт лафета с раздвижными станинами. Однако японское орудие существенно уступало советскому в угле ВН и баллистике.

## Сохранившиеся экземпляры

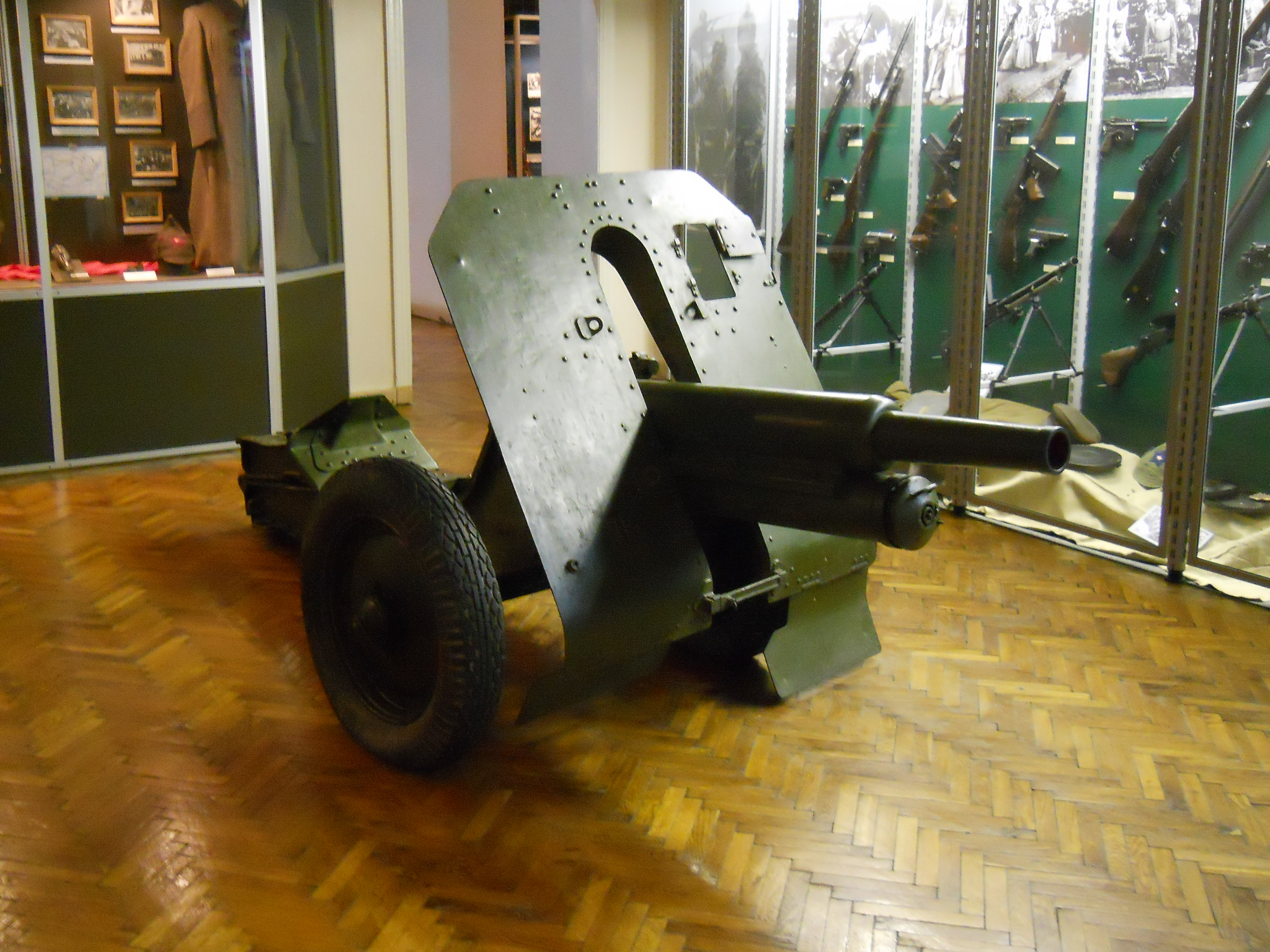
Орудие в Киеве

Ввиду специфичности и относительной малоизвестности, орудие сохранилось в небольшом количестве экземпляров. Его можно увидеть в Центральном музее Вооружённых Сил и Центральном музее Великой Отечественной войны в Москве, в Музее отечественной военной истории в деревне Падиково Московской области, в Центральном музее Вооружённых Сил Украины в Киеве, а также в финском артиллерийском музее в городе Хямеэнлинна.
107-мм гаубицу 7-6 № 4 можно увидеть в музее Вооружённых Сил Республики Казахстан в Астане.